# Fryshusmordet
Fryshusmordet inträffade på nyårsnatten 1994–1995 vid gamla Fryshuset i Stockholm. Mordet är, enligt Dagens Nyheter, ett av Stockholms mest uppmärksammade mordfall, men hade 2020, 25 år senare, ännu inte klarats upp.

## Händelsen
16-årige Anders Gustafsson hade under nyårsafton åkt till Fryshuset för att diskutera ett löfte om en demoinspelning. Han spelade elgitarr i ett band och musiken var hans stora intresse. Han hade också under natten varit på fest i skinnskallelokalen Höder Dart och sedan spårlöst försvunnit därifrån.
Gustafsson hittades på nyårsdagen i ett tomt saltlager 300 meter från ungdomscentret Fryshuset. Han hade skallskador efter kraftigt, trubbigt våld och hans högra hand var avhuggen. 2018 uppdagades det att handen kan ha återfunnits i den gamla lokalen för Stockholms Spårvägsmuseum. Mordet tros ha skett mellan klockan halv ett på natten och sex på nyårsdagens morgon. Polisen har under årens lopp haft flera teorier omkring mordet och fyra personer har i olika omgångar varit frihetsberövade som misstänkta. Bevisen har dock inte räckt för åtal.
Gustafssons mamma har gett ut en bok som handlar om hennes tio år som följde på mordet, Ringar på vattnet (2009), samt utlyst en belöning på en halv miljon kronor till den som kunde lämna avgörande tips.